# Ahmed Hachani
Ahmed Hachani (in arabo أحمد الحشاني‎?; Tunisi, 4 ottobre 1956) è un banchiere, giurista e politico tunisino, Primo ministro della Tunisia dal 2 agosto 2023 all’8 agosto 2024.

## Biografia
Nato nel 1956, si è laureato alla facoltà di giurisprudenza dell'Università di Tunisi nel 1983. Fu poi impiegato presso la Banca centrale di Tunisia. 
Il 1º agosto 2023, Hachani è stato nominato dal Presidente Kaïs Saïed per formare il nuovo governo del paese. Ha sostituito Najla Bouden.
L’8 agosto 2024 è stato sostituito nel suo incarico, su volere dello stesso Presidente Kaïs Saïed, ma senza alcuna spiegazione, dal ministro Kamel Madouri.

### Posizioni politiche
Secondo quanto riportato sulle sue pagine sui social, Hachani sostiene la laicità dello Stato e la parità tra donne e uomini, nonché l'ostilità verso i partiti del movimento politico islamico.